# Heartbreak (пісня Мінхо)
«Heartbreak» — пісня, записана південнокорейським співаком і репером Мінхо, випущена в цифровому вигляді 21 грудня 2021 року через SM Entertainment. Пісню написали Пак Тхе-Вон, Перріш Воррінгтон, Дідерік Ван Ельзас, Йорен Ван Дер Воорт і Алекс Айоно, а спродюсувала Trackside.

## Випуск і просування
Рекламні матеріали для «Heartbreak», включаючи тизери зображень і тизер музичного відео, були оприлюднені через акаунти Shinee в соціальних мережах, починаючи з 13 грудня 2021 року. Того ж дня Мінхо вперше виконав пісню на зустрічі фанів «Best Choi's Minho 2021» на платформі Beyond Live.

## Чарти
| Чарт (2021)                             | Найвища позиція |
| --------------------------------------- | --------------- |
| South Korea (Gaon)                      | 144             |
| US World Digital Song Sales (Billboard) | 9               |

## Історія релізу
| Регіон  | Дата           | Формат                        | Лейбл      | Прим. |
| ------- | -------------- | ----------------------------- | ---------- | ----- |
| Various | 21 грудня 2021 | Цифрове завантаження стриминг | SM Dreamus | [ 6 ] |